# Občina Polzela
Občina Polzela je jednou z 212 občin ve Slovinsku. Nachází se v Savinjském regionu na území historického Dolního Štýrska. Občinu tvoří 8 sídel, její rozloha je 34,0 km² a k 1. lednu 2017 zde žilo 6 176 obyvatel. Správním střediskem občiny je vesnice Polzela.

## Geografie
Jižní a západní hranici občiny tvoří řeka Savinja. Nadmořská výška oblasti se pohybuje od 276 do 733 m. Jižním cípem občiny prochází v krátkém úseku dálnice A1, spojující města Lublaň, Celje a Maribor.

## Členění občiny
Občina se dělí na sídla: Andraž nad Polzelo, Breg pri Polzeli, Dobrič, Ločica ob Savinji, Orova vas, Podvin pri Polzeli, Polzela, Založe.

## Sousední občiny
Sousedními občinami jsou: Šoštanj a Velenje na severu, Žalec na východě, Prebold na jihu, Braslovče na jihozápadě a Šmartno ob Paki na západě.